# Tegenaria taurica
Tegenaria taurica är en spindelart som beskrevs av Dmitry Evstratievich Kharitonov 1947. Tegenaria taurica ingår i släktet husspindlar, och familjen trattspindlar. Inga underarter finns listade i Catalogue of Life.